# Романтическая ориентация
Романтическая ориентация указывает на то, к какому полу и/или гендеру человек может испытывать романтическое влечение. Употребляется как в качестве альтернативы, так и наряду с сексуальной ориентацией, и базируется на том, что сексуальная ориентация является лишь компонентом более крупной системы человеческих взаимоотношений. К примеру, бисексуальный человек может испытывать сексуальное влечение к двум полам, но при этом испытывать романтические чувства только к одному из них. Более того, эмоциональное или романтическое влечение между партнерами не требует сексуального влечения, так как не является зависимым от него.
У асексуальных людей романтическая ориентация может варьироваться так же, как и у людей, испытывающих сексуальное влечение.

## Виды романтических ориентаций
- Аромантичность: отсутствие романтического влечения к любому полу и гендеру;
- Биромантичность: романтическое влечение к лицам обоих полов;
- Гетероромантичность: романтическое влечение к лицам противоположного пола;
- Гоморомантичность: романтическое влечение к лицам своего пола;
- Панромантичность: романтическое влечение к людям, при котором их пол не воспринимается в контексте романтических отношений;
- Омниромантичность: романтическое влечение к персонам любого пола и гендера, при котором одни гендеры и/или пол являются предпочтительнее, нежели остальные.

## Подвиды романтических ориентаций
- Демиромантичность: романтическое влечение, возникающее лишь после установки сильной эмоциональной/духовной связи.
- Литромантичность: романтическое влечение к персоне, от которой человек не желает взаимности. При возникновении взаимных чувств интерес к партнёру теряется.